# Кильская бухта
Кильская бухта (нем. Kieler Bucht, дат. Kiel Bugt) — широкая бухта в юго-западной части Балтийского моря, ограниченная берегом полуострова Ютландия, островом Фемарн и островами Дании. Глубина бухты составляет 10—20 м, причём могут происходить значительные сгонно-нагонные колебания уровня воды (до 3,2 м), которые вызываются сильным ветром.

## География
Юго-западное побережье бухты и остров Фемарн на юго-востоке принадлежат Германии (земля Шлезвиг-Гольштейн), с севера бухта ограничена датскими остовами Лолланн (область Зеландия), Лангеланн, Эрё и Альс (область Южная Дания). Между этими островами проходят проливы Большой Бельт и Малый Бельт, через которые Кильская бухта соединена с проливом Каттегат. На востоке находится пролив Фемарн-Бельт, ведущий в Мекленбургскую бухту. На южном берегу расположен крупный морской порт — город Киль, откуда отходит Кильский канал, соединяющий Балтийское и Северное море.
Вдоль юго-западного берега бухты выделяются несколько заливов (с севера на юг):
- Фленсбургский залив — 50-километровый залив, по которому проходит граница между Данией и Германией. В его западной оконечности расположен город Фленсбург.
- Шлей — 42-километровый фьорд, в его глубине стоит город Шлезвиг
- Эккернфёрдер-Бухт — 16-километровая бухта, в западной части расположен город Эккернфёрде
- Килер-Фёрде — 16-километровый залив, в котором расположен порт города Киль